# Thomas G. Waites
Thomas G. Waites (Filadelfia, 8 gennaio 1955) è un attore statunitense.
È principalmente noto per il ruolo di Fox nel film I guerrieri della notte (1979) e di Windows ne La cosa (1982).

## Filmografia parziale

### Cinema
- On the Yard, regia di Raphael D. Silver (1978)
- I guerrieri della notte (The Warriors), regia di Walter Hill (1979)
- ...e giustizia per tutti (...And Justice for All), regia di Norman Jewison (1979)
- La cosa (The Thing), regia di John Carpenter (1982)
- La luce del giorno (Light of Day), regia di Paul Schrader (1987)
- Stato di grazia (State of Grace), regia di Phil Joanou (1990)
- McBain, regia di James Glickenhaus (1991)
- Money Train, regia di Joseph Ruben (1995)
- Testimone involontario (Most Wanted), regia di David Hogan (1997)
- Rites of Passage, regia di Victor Salva (1999)

### Televisione
- Miami Vice - serie TV, episodio 2x09 (1986)
- Oz - serie TV, 7 episodi (2001-2003)
- The Punisher - serie TV (2019)